# 25e cérémonie des Screen Actors Guild Awards
La 25e cérémonie des Screen Actors Guild Awards (SAG Awards), décernés par la Screen Actors Guild, a lieu le 27 janvier 2019 et récompense les acteurs et actrices du cinéma et de la télévision ayant tourné en 2018.
Les nominations ont été annoncées le 12 décembre 2018.

## Présentateurs et intervenants

### Présentatrice
- Megan Mullally, hôtesse de la cérémonie.

### Intervenants
- Alec Baldwin remet l'Actors Award du meilleur acteur dans une série comique
- Matthew Bomer et Ricky Martin remettent l'Actors Award de la meilleure actrice dans une série comique
- Bradley Cooper, Sam Elliott, Lady Gaga et Anthony Ramos présentent le film A Star Is Born
- Tracy Morgan remet l'Actors Award de la meilleure distribution pour une série comique
- Chris Pine remet l'Actors Award de la meilleure actrice dans un second rôle
- Angela Bassett et Chadwick Boseman présentent le film Black Panther
- Robin Wright remet l'Actors Award du meilleur acteur dans un second rôle
- Richard Madden et Keri Russell remettent l'Actors Award du meilleur acteur dans une mini-série ou un téléfilm
- Gabrielle Carteris introduit une présentation de la diversité et de l'inclusion dans le cinéma et la télévision
- Adam Driver et John David Washington présentent le film BlacKkKlansman : J'ai infiltré le Ku Klux Klan (BlacKkKlansman)
- Glenn Close et Michael Douglas remettent l'Actors Award de la meilleure actrice dans une mini-série ou un téléfilm
- Henry Golding, Ken Jeong, Constance Wu et Michelle Yeoh présentent le film Crazy Rich Asians
- Tom Hanks remet le Actors Life Achievement Award
- Awkwafina et Laverne Cox remettent l'Actors Award du meilleur acteur dans une série dramatique
- Ben Hardy, Gwilym Lee, Rami Malek et Joseph Mazzello présentent le film Bohemian Rhapsody
- Antonio Banderas remet l'Actors Award de la meilleure actrice dans une série dramatique
- Scott Bakula présente le segment In Memoriam
- Hugh Grant remet l'Actors Award de la meilleure distribution pour une série dramatique
- Rachel Weisz remet l'Actors Award du meilleur acteur
- Gary Oldman remet l'Actors Award de la meilleure actrice
- Jodie Foster remet l'Actors Award de la meilleure distribution

## Palmarès

### Cinéma

#### Meilleur acteur
- Rami Malek pour le rôle de Freddie Mercury dans Bohemian Rhapsody
  - Christian Bale pour le rôle de Dick Cheney dans Vice
  - Bradley Cooper pour le rôle de Jackson Maine dans A Star Is Born
  - Viggo Mortensen pour le rôle de Tony Lip dans Green Book
  - John David Washington pour le rôle de Ron Stallworth dans BlacKkKlansman : J'ai infiltré le Ku Klux Klan (BlacKkKlansman)

#### Meilleure actrice
- Glenn Close pour le rôle de Joan Castleman dans The Wife
  - Emily Blunt pour le rôle de Mary Poppins dans Le Retour de Mary Poppins (Mary Poppins Returns)
  - Olivia Colman pour le rôle d'Anne d'Angleterre dans La Favorite (The Favourite)
  - Lady Gaga pour le rôle d'Ally Maine dans A Star Is Born
  - Melissa McCarthy pour le rôle de Lee Israel dans Can You Ever Forgive Me?

#### Meilleur acteur dans un second rôle
- Mahershala Ali pour le rôle de Don Shirley dans Green Book
  - Timothée Chalamet pour le rôle de Nic Sheff dans Beautiful Boy
  - Adam Driver pour le rôle de Flip Zimmerman dans BlacKkKlansman : J'ai infiltré le Ku Klux Klan (BlacKkKlansman)
  - Sam Elliott pour le rôle de Bobby Maine dans A Star Is Born
  - Richard E. Grant pour le rôle de Jack Hock dans Can You Ever Forgive Me?

#### Meilleure actrice dans un second rôle
- Emily Blunt pour le rôle de Evelyn Abbott dans Sans un bruit (A Quiet Place)
  - Amy Adams pour le rôle de Lynne Cheney dans Vice
  - Margot Robbie pour le rôle de la reine Élisabeth Ire dans Marie Stuart, reine d’Écosse (Mary Queen of Scots)
  - Emma Stone pour le rôle d'Abigail Masham dans La Favorite (The Favourite)
  - Rachel Weisz pour le rôle de Sarah Churchill dans La Favorite (The Favourite)

#### Meilleure distribution
- Black Panther
  - BlacKkKlansman : J'ai infiltré le Ku Klux Klan (BlacKkKlansman)
  - Bohemian Rhapsody
  - Crazy Rich Asians
  - A Star Is Born

#### Meilleure équipe de cascadeurs
- Black Panther
  - Ant-Man et la Guêpe (Ant-Man and the Wasp)
  - Avengers: Infinity War
  - La Ballade de Buster Scruggs (The Ballad of Buster Scruggs)
  - Mission impossible : Fallout

### Télévision

#### Meilleur acteur dans une série dramatique
- Jason Bateman pour le rôle de Martin "Marty" Byrde dans Ozark
  - Sterling K. Brown pour le rôle de Randall Pearson dans This Is Us
  - Joseph Fiennes pour le rôle de Fred Waterford dans The Handmaid's Tale : La Servante écarlate (The Handmaid's Tale)
  - John Krasinski pour le rôle de Jack Ryan dans Jack Ryan (Tom Clancy's Jack Ryan)
  - Bob Odenkirk pour le rôle de Jimmy McGill / Saul Goodman dans Better Call Saul

#### Meilleure actrice dans une série dramatique
- Sandra Oh pour le rôle de Eve Polastri dans Killing Eve
  - Julia Garner pour le rôle de Ruth Langmore dans Ozark
  - Laura Linney pour le rôle de Wendy Byrde dans Ozark
  - Elisabeth Moss pour le rôle de Defred (Offred) / June Osborne dans The Handmaid's Tale : La Servante écarlate (The Handmaid's Tale)
  - Robin Wright pour le rôle de Claire Underwood dans House of Cards

#### Meilleure distribution pour une série dramatique
- This Is Us
  - The Americans
  - Better Call Saul
  - The Handmaid's Tale : La Servante écarlate (The Handmaid's Tale)
  - Ozark

#### Meilleur acteur dans une série comique
- Tony Shalhoub pour le rôle d'Abe Weissman dans Mme Maisel, femme fabuleuse (The Marvelous Mrs. Maisel)
  - Alan Arkin pour le rôle de Norman Newlander dans La Méthode Kominsky (The Kominsky Method)
  - Michael Douglas pour le rôle de Sandy Kominsky dans La Méthode Kominsky (The Kominsky Method)
  - Bill Hader pour le rôle de Barry Berkman / Barry Block dans Barry
  - Henry Winkler pour le rôle de Gene Cousineau dans Barry

#### Meilleure actrice dans une série comique
- Rachel Brosnahan pour le rôle de Miriam "Midge" Maisel dans Mme Maisel, femme fabuleuse (The Marvelous Mrs. Maisel)
  - Alex Borstein pour le rôle de Susie Myerson dans Mme Maisel, femme fabuleuse (The Marvelous Mrs. Maisel)
  - Alison Brie pour le rôle de Ruth Wilder dans GLOW
  - Jane Fonda pour le rôle de Grace Hanson dans Grace et Frankie (Grace and Frankie)
  - Lily Tomlin pour le rôle de Frankie Bergstein dans Grace et Frankie (Grace and Frankie)

#### Meilleure distribution pour une série comique
- Mme Maisel, femme fabuleuse (The Marvelous Mrs. Maisel)
  - Atlanta
  - Barry
  - GLOW
  - La Méthode Kominsky (The Kominsky Method)

#### Meilleur acteur dans une mini-série ou un téléfilm
- Darren Criss pour le rôle d'Andrew Cunanan dans American Crime Story: The Assassination of Gianni Versace (The Assassination of Gianni Versace: American Crime Story)
  - Antonio Banderas pour le rôle de Pablo Picasso dans Genius: Picasso
  - Hugh Grant pour le rôle de Jeremy Thorpe dans A Very English Scandal
  - Anthony Hopkins pour le rôle de Lear dans Le Roi Lear (King Lear)
  - Bill Pullman pour le rôle de Harry Ambrose dans The Sinner

#### Meilleure actrice dans une mini-série ou un téléfilm
- Patricia Arquette pour le rôle de Tilly Mitchell dans Escape at Dannemora
  - Amy Adams pour le rôle de Camille Preaker dans Sharp Objects
  - Patricia Clarkson pour le rôle d'Adora Crellin dans Sharp Objects
  - Penélope Cruz pour le rôle de Donatella Versace dans American Crime Story: The Assassination of Gianni Versace (The Assassination of Gianni Versace: American Crime Story)
  - Emma Stone pour le rôle d'Annie Landsberg dans Maniac

#### Meilleure équipe de cascadeurs dans une série télévisée
- GLOW
  - Daredevil (Marvel's Daredevil)
  - Jack Ryan (Jack Ryan Tom's Clancy)
  - The Walking Dead
  - Westworld

### Screen Actors Guild Life Achievement Award
- Alan Alda